# Lathyrus dominianus
Lathyrus dominianus är en ärtväxtart som beskrevs av Dmitrij Litvinov. Lathyrus dominianus ingår i släktet vialer, och familjen ärtväxter. Inga underarter finns listade i Catalogue of Life.